# Lucka
Lucka è una città tedesca di 3 553 abitanti situata nel circondario dell'Altenburger Land in Turingia.